# Bojongsalaman
Bojongsalaman is een bestuurslaag in het regentschap Semarang van de provincie Midden-Java, Indonesië. Bojongsalaman telt 8715 inwoners (volkstelling 2010).